# Liberaldemokratische Partei (Japan)
Die japanische Liberaldemokratische Partei (LDP; 自由民主党 Jiyūminshutō, kurz 自民党 Jimintō; englisch Liberal Democratic Party of Japan) ist eine politische Partei und stellt seit 1955 – mit Ausnahme der Jahre 1993, 1994 und 2009 bis 2012 – die Regierung. Die Mitgliederzahl schwankte in der Vergangenheit stark zwischen einer Million und fünf Millionen. Im Jahr 2006 lag sie noch bei 1,21 Millionen zahlenden Mitgliedern; im Jahr 2020 ist die Zahl der Parteimitglieder gegenüber dem Vorjahr um 4,6 % (plus 50.147) auf 1.136.445 gestiegen, die höchste Zahl seit der Rückkehr der Partei in die Regierung im Jahr 2012.
Seit ihrer Gründung im Jahr 1955 hat die Liberaldemokratische Partei Japans das Land größtenteils allein regiert. Sie hatte von 1955 bis 1983 eine ununterbrochene Alleinregierung, was einem Zeitraum von 28 Jahren entspricht.
Zwischen 1993 und 1994 verlor die LDP kurzzeitig die Macht aufgrund interner Spaltungen und Korruptionsskandale, kehrte jedoch 1994 zurück und regiert seitdem häufig in Koalition, insbesondere seit 1999 mit der Komeito. Von 2009 bis 2012 war die LDP erneut in der Opposition, bevor sie 2012 die Regierung wieder übernahm.
Sie wird manchmal auch als Volkspartei bezeichnet, mit Faktionen die von moderaten Konservativen bis hin zu rechts-außen stehenden Ultranationalisten reichen. Trotz des Fehlens einer kohärenten politischen Ideologie lässt sie sich vor allem an einigen herausstehenden Merkmalen festsetzen. Die LDP unterstützt die enge außenpolitische Bindung zu den Vereinigten Staaten und war maßgeblich am hohen Wirtschaftswachstum der Vergangenheit beteiligt. 2014 waren 289 der 722 Mitglieder des japanischen Parlaments Mitglied der ultranationalistischen Nippon Kaigi. Unter anderem gehörten ihr Shinzō Abe, Shigeru Ishiba, Tarō Asō, Yoshihide Suga und Fumio Kishida an. 15 der 18 Kabinettsmitglieder der dritten Abe Regierung gehörten zur parlamentarischen Nippon Kaigi. Gleichzeitig haben laut einer Umfrage 179 von 379 LDP-Mitgliedern Verbindungen zu der Vereinigungskirche.
Durch die fast ununterbrochene Herrschaft der Partei seit 1955 gibt es sehr enge Verbindungen zu Wirtschaft und Bürokratie, was sich regelmäßig in Korruptionsskandalen äußert, aber auch zum Wirtschaftswachstum der Nachkriegsjahrzehnte beitrug. Die Beziehungen zwischen Partei, Wirtschaft und Bürokratie werden auch als sogenanntes „Eisernes Dreieck“ bezeichnet.
Die traditionell wichtigsten Führungspositionen der LDP (san’yaku) füllen der Parteivorsitzende Shigeru Ishiba, Generalsekretär Hiroshi Moriyama, der Vorsitzende des Exekutivrats Shun’ichi Suzuki und der Vorsitzende des politischen Forschungsausschusses Itsunori Onodera. Die innerparteilichen Entscheidungsprozesse werden in erheblichem Maße von den Faktionen und ihren Vorsitzenden bestimmt, wobei ihr Einfluss in den letzten Jahrzehnten nachlässt und im Zuge des Skandals um schwarze Kassen der Abe- und weitere Faktionen 2024 mehrere Faktionen ihre Auflösung als „politische Gruppierungen“ (seiji dantai), die eigene politische Gelder verbuchen können, beschlossen haben.

## Geschichte

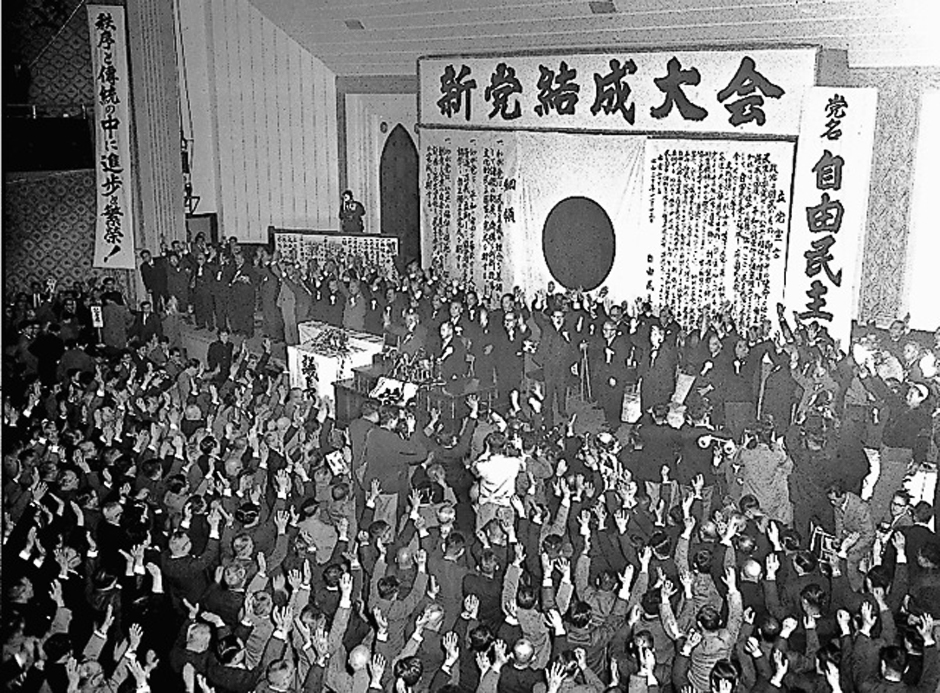
Gründungsparteitag 1955

Das Wappen (Mon) der LDP ist eine abgewandelte Form des Nationalen und Kaiserlichen Siegels

Nach einigen Zusammenschlüssen und Auflösungen verschiedener konservativer Parteien in den Jahren 1945 bis 1955 bildete sich am 15. November 1955 die LDP in der „Konservativen Fusion“ aus der Liberalen Partei und der Demokratischen Partei Japans in Reaktion auf den Zusammenschluss des rechten und des linken Flügels der Sozialistischen Partei Japans. Durch das Wirtschaftswunder der 1960er Jahre, eine unverhohlene Klientelpolitik, das im Allgemeinen höhere Stimmgewicht ländlicher Wähler, die oft fehlende Einigkeit der Opposition und die Tendenz der Japaner, personen- und nicht programmorientiert zu wählen, – begünstigt durch institutionelle Faktoren wie die Wahlkampfvorschriften oder die Kōenkai – konnte die LDP sich für Jahrzehnte große Mehrheiten im Parlament sichern (vgl. 1955er System).
Bereits seit Ende der 1960er Jahre liegt der Stimmenanteil der LDP bei Unterhauswahlen durchgehend unter 50 Prozent; als in den 1970er Jahren die Folgen der Ölkrise den Wirtschaftsaufschwung bremsten und mehrere politische Skandale, insbesondere der Lockheed-Skandal, öffentlich wurden, verlor die Partei bei der Wahl 1976 auch erstmals die absolute Mehrheit der Sitze, konnte aber mit Hilfe parteiloser Abgeordneter weiterregieren. Im gleichen Jahr hatten sechs Abgeordnete unter Führung von Yōhei Kōno die Partei verlassen und gründeten den Neuen Liberalen Klub, der bis 1986 bestand und in den 1980er Jahren an einer Koalitionsregierung beteiligt war. Gleichzeitig waren die 1970er und 1980er Jahre von einem innerparteilichen Machtkampf zwischen Kakuei Tanaka und Takeo Fukuda bestimmt, dem sogenannten Kaku-Fuku-Krieg, der teilweise über Stellvertreter ausgetragen wurde und unter anderem zu den vorzeitigen Neuwahlen 1980 führte.
1982 wurde (zunächst durch die Unterstützung Kakuei Tanaka) Yasuhiro Nakasone Parteivorsitzender-Premierminister, der zwar 1983 wieder einen Verlust der absoluten Sitzmehrheit hinnehmen musste, aber durch seine „neokonservative“ Verbindung von wirtschaftlicher Deregulierung und Privatisierung und einer selbstbewussteren Außenpolitik in enger Abstimmung mit dem Bündnispartner unter Präsident Ronald Reagan der LDP 1986 zu ihrem besten Wahlergebnis (49,4 %) in Jahrzehnten verhalf. Allerdings führten unter seinen Nachfolgern neue Skandale, insbesondere der Recruit-Skandal und der Sagawa-Express-Skandal, innerparteiliche Machtkämpfe und schließlich das Platzen der Bubble Economy und die Debatte über „politische Reform“ (des Wahlrechts und der Parteifinanzierung) zum erneuten Popularitätsverlust. Bei der Oberhauswahl 1989 musste die LDP ihre erste klare Wahlniederlage hinnehmen – erstmals seit Gründung der LDP entstand ein „verdrehtes Parlament“. 1993 verlor sie durch Parteiaustritte die Unterhausmehrheit und musste nach der Unterhauswahl 1993 erstmals in ihrer Geschichte in die Opposition. Unter dem Parteivorsitzenden Yōhei Kōno konnte sie durch eine Koalitionsvereinbarung mit der Sozialistischen Partei Japans 1994 in die Regierung zurückkehren. Ab 1996 stellte sie wieder den Premierminister. Seit 1999 regierte die LDP in Koalition mit kleineren Partnern.
2005 vertrieb der Parteivorsitzende Jun’ichirō Koizumi die sogenannten „Rebellen“, Gegner seiner Pläne zur Postprivatisierung, aus der LDP und veranlasste vorgezogene Neuwahlen, bei denen er eine klare Mehrheit für die LDP erringen konnte. Einige der „Rebellen“ gründeten die Neue Partei Japan und die Neue Volkspartei. Nach Ablauf von Koizumis Amtszeit als Parteivorsitzender übernahmen 2006 Shinzō Abe, 2007 Yasuo Fukuda und schließlich 2009 Tarō Asō den Parteivorsitz. Die Unterhauswahl 2009 endete in einer erdrutschartigen Niederlage. Asō trat zurück, der neue Vorsitzende Sadakazu Tanigaki sollte die LDP in der Opposition erneuern und konnte bei der Oberhauswahl 2010 die knappe Mehrheit der neuen Regierung angreifen. Im September 2012 wurde der zwischenzeitlich zurückgetretene Shinzō Abe erneut zum Parteichef gewählt.
Die folgende Unterhauswahl im Dezember 2012 gewann die LDP angesichts der Unbeliebtheit der Demokraten, Parteienzersplitterung und sinkender Wahlbeteiligung trotz gegenüber 2009 noch gesunkener absoluter Stimmenzahlen (bei der Mehrheitswahl: 2005 32,5 Mio., 2009 27,3 Mio., 2012 25,6 Mio.) in einem mit Koizumis Wahlsieg 2005 vergleichbaren Erdrutsch (237 Mehrheitswahlsitze, 294 insgesamt). Seither regiert sie wieder in Koalition mit der Kōmeitō. Nach den erfolgreichen Oberhauswahlen 2013 und 2016 und dem Beitritt von Tatsuo Hirano 2016 verfügte sie bis zur Wahl 2019 erstmals seit 1989 auch wieder alleine über absolute Mehrheiten in beiden Kammern des Nationalparlaments, die Koalition regierte aber unverändert weiter. Abe gehörte zu den Parteivorsitzenden-Premierministern mit der längsten Amtszeit. Er wurde bei der Sōsai-Wahl 2018 wiedergewählt, trat aber 2020 aus gesundheitlichen Gründen zurück. Sein Nachfolger wurde zunächst sein langjähriger Stellvertreter Yoshihide Suga, der aber schon ein Jahr später durch Fumio Kishida abgelöst wurde.
2023/24 erschütterte ein Skandal um in schwarze Kassen geleitete Kickbacks aus Fundraisingparties mehrerer LDP-Faktionen, vor allem der Abe-Faktion, die Zustimmung zur Partei und die innerparteilichen Machtstrukturen. Die meisten Faktionen lösten sich in der Folge formal auf. Kishida entfernte zwar die meisten Mitglieder der Abe-Faktion aus Kabinett und Parteivorstand und versprach Reformen der Wahlkampffinanzierung, aber nur eine Minderheit der betroffenen Abgeordneten insgesamt verließ die Partei oder wurde ausgeschlossen. Ende September 2024 wurde Shigeru Ishiba knapp gegen die einst von Shinzō Abe zur Nachfolge empfohlene Sanae Takaichi zum neuen Parteivorsitzenden gewählt. Er löste anschließend das Unterhaus auf, bei der Unterhauswahl 2024 verlor die LDP wie auch die Regierungskoalition insgesamt die absolute Mehrheit, Ishiba führt die erste Minderheitsregierung Japans seit den 1990er Jahren und ist ohne feste Duldungsvereinbarung von kleineren Oppositionsparteien, vor allem der Demokratischen Volkspartei, abhängig. Die nächste nationale Parlamentswahl steht mit der Oberhauswahl bereits im Sommer 2025 bevor.

## Führungsstruktur

### Parteivorsitzender

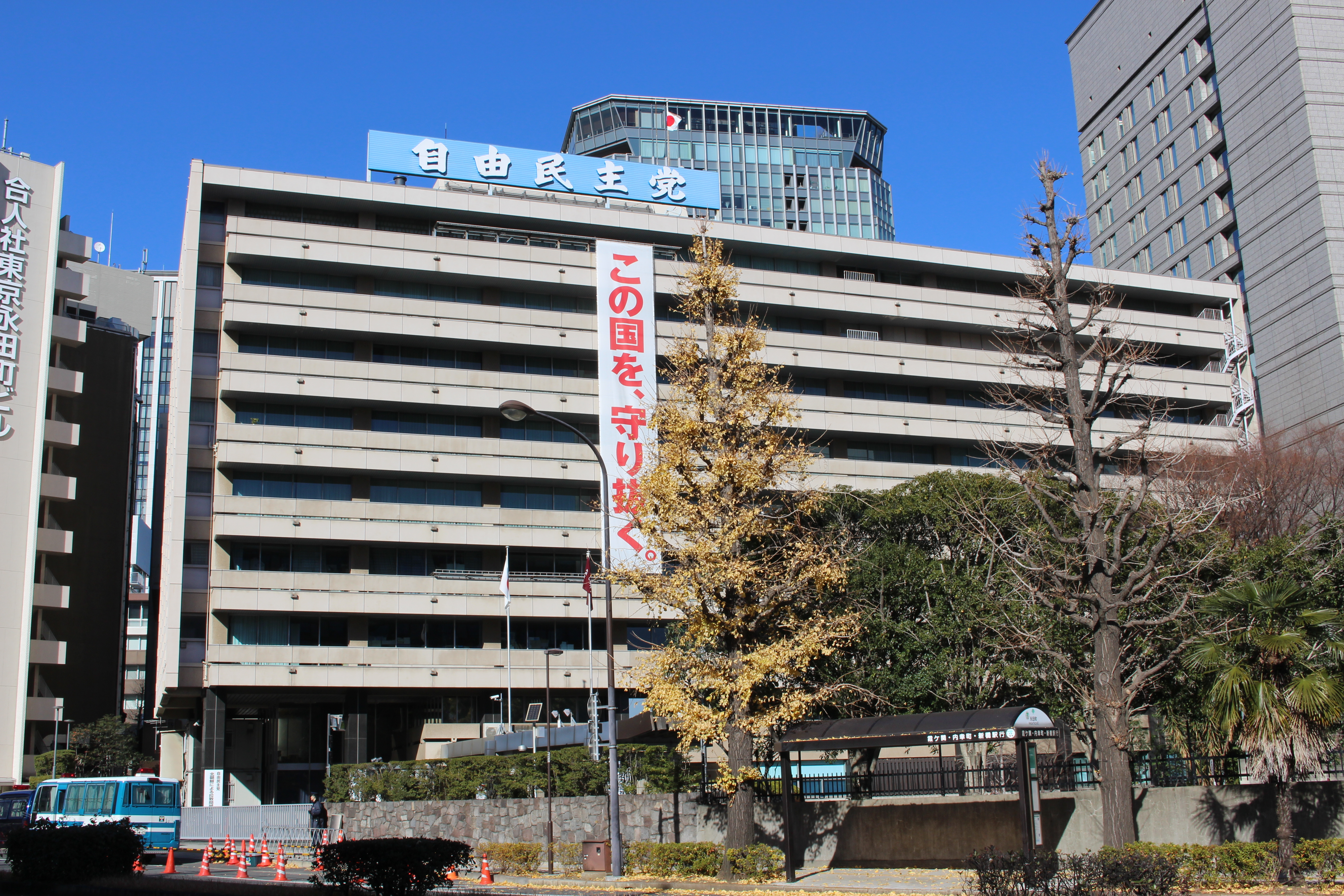
Parteizentrale im Tokioter Regierungsviertel Nagatachō.

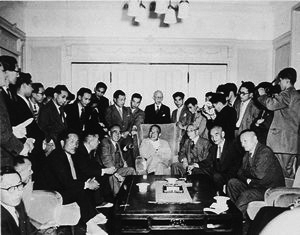
Der erste Parteivorsitzende Ichirō Hatoyama und die Führungspolitiker der LDP 1955.

Der Parteivorsitzende der LDP wird als sōsai (総裁) bezeichnet, während die Vorsitzenden der meisten anderen Parteien daihyō (代表) genannt werden. Diese Namensgebung knüpft an die Tradition der Liberalen Partei und der Vorkriegspartei Rikken Seiyūkai an. Wegen der dominanten Position der LDP ist der Parteivorsitzende in der Regel auch Premierminister (sōri-daijin), weshalb seine Doppelfunktion auch als sōri-sōsai (総理総裁) bezeichnet wird.

#### Wahl des Vorsitzenden
Der Parteivorsitzende wurde im Lauf der Zeit auf verschiedene Arten bestimmt. Oft wurde er nach Verhandlungen zwischen den Führungspolitikern der Faktionen bestimmt und durch eine Versammlung von Abgeordneten bestätigt. Zeitweise wurde er durch parteiinterne Vorwahlen bestimmt. Bei der Wahl 2021 waren 382 Abgeordnete und 382 Delegierte aus den Präfekturverbänden wahlberechtigt, die durch Parteimitglieder und Mitglieder von parteinahen Organisationen in Verhältniswahl bestimmt wurden.
Während seiner Amtszeit gibt der Parteivorsitzende normalerweise seine offizielle Faktionszugehörigkeit auf.

#### Liste der Parteivorsitzenden
- Ichirō Hatoyama, Taketora Ogata, Bukichi Miki, Bamboku Ōno (gemeinsamer Vorsitz, 15. November 1955 – 5. April 1956)
- Ichirō Hatoyama (5. April 1956 – 14. Dezember 1956)
- Tanzan Ishibashi (14. Dezember 1956 – 21. März 1957)
- Nobusuke Kishi (21. März 1957 – 14. Juli 1960)
- Hayato Ikeda (14. Juli 1960 – 1. Dezember 1964)
- Eisaku Satō (1. Dezember 1964 – 5. Juli 1972)
- Kakuei Tanaka (5. Juli 1972 – 4. Dezember 1974)
- Takeo Miki (4. Dezember 1974 – 23. Dezember 1976)
- Takeo Fukuda (23. Dezember 1976 – 1. Dezember 1978)
- Masayoshi Ōhira (1. Dezember 1978 – 12. Juni 1980)
- Eiichi Nishimura (12. Juni 1980 – 15. Juli 1980) (geschäftsführend)
- Zenkō Suzuki (15. Juli 1980 – 25. November 1982)
- Yasuhiro Nakasone (25. November 1982 – 31. Oktober 1987)
- Noboru Takeshita (31. Oktober 1987 – 2. Juni 1989)
- Sōsuke Uno (2. Juni 1989 – 8. August 1989)
- Toshiki Kaifu (8. August 1989 – 30. Oktober 1991)
- Kiichi Miyazawa (31. Oktober 1991 – 29. Juli 1993)
- Yōhei Kōno (30. Juli 1993 – 30. September 1995)
- Ryūtarō Hashimoto (1. Oktober 1995 – 24. Juli 1998)
- Keizō Obuchi (24. Juli 1998 – 5. April 2000)
- Yoshiro Mori (5. April 2000 – 24. April 2001)
- Junichirō Koizumi (24. April 2001 – 21. September 2006)
- Shinzō Abe (21. September 2006 – 23. September 2007)
- Yasuo Fukuda (23. September 2007 – 22. September 2008)
- Tarō Asō (22. September 2008 – 16. September 2009)
- Sadakazu Tanigaki (28. September 2009 – 26. September 2012)
- Shinzō Abe (26. September 2012 – 14. September 2020)
- Yoshihide Suga (14. September 2020 – 29. September 2021)
- Fumio Kishida (29. September 2021 – 27. September 2024)
- Shigeru Ishiba (27. September 2024 – ) (aktuell)

Mit Ausnahme von Yōhei Kōno und Sadakazu Tanigaki waren alle Parteivorsitzenden auch Premierminister. Umgekehrt waren alle Premierminister seit 1955 mit Ausnahme von Morihiro Hosokawa, Tsutomu Hata, Tomiichi Murayama, Yukio Hatoyama, Naoto Kan und Yoshihiko Noda zugleich LDP-Vorsitzende (siehe auch Liste der Premierminister Japans).
Zwischen 1955 und 1998 hatte Japan 19 Regierungschefs (zum Vergleich: Italien hatte im selben Zeitraum 22 Ministerpräsidenten). Die häufigen Wechsel des Parteivorsitzenden/Regierungschefs und die noch zahlreicheren Kabinettsumbildungen dienten, wenn sie nicht durch Skandale verursacht wurden, in der Vergangenheit häufig dazu, die verschiedenen Faktionen gleichmäßig mit Regierungsposten zu versorgen und eine dauerhafte Vormachtstellung einer Faktion zu verhindern.

### Gremien
Da der Parteivorsitzende der LDP in der Regel als Premierminister mit den Regierungsgeschäften befasst ist, spielt der Generalsekretär traditionell eine wichtige Rolle in der Parteiführung. Er wird vom Vorsitzenden mit Zustimmung des Exekutivrats ernannt. Nominell höchstes Entscheidungsgremium ist der Parteitag, der regulär einmal im Jahr zusammenkommt. Wichtige tagespolitische Entscheidungen werden von einer Versammlung der Abgeordneten beider Kammern gefällt. Neben dem Parteivorsitzenden, dem Generalsekretär und ihren Stellvertretern, denen die Parteizentrale mit ihren Abteilungen untersteht, gibt es eine Reihe weiterer einflussreicher Parteiposten. Die wichtigsten innerparteilichen Gremien sind:
- der Exekutivrat (総務会, Sōmukai, wörtl. Rat für allgemeine Angelegenheiten), der aus 31 Mitgliedern besteht und die wichtigsten parteipolitischen Entscheidungen bestätigt,
- der Politikforschungsrat (政務調査会 seimu chōsakai, englisch Policy Affairs Research Council, kurz: PARC), der sich entsprechend der Ressortaufteilung im Kabinett in zwölf Abteilungen gliedert und in Zusammenarbeit mit Parlamentsausschüssen und Ministerien an Gesetzentwürfen arbeitet,
- die Wahlstrategiekommission (選挙対策委員会 senkyo taisaku iinkai), die seit 2024 von Shinjirō Koizumi (ohne Faktion) geführt wird, und
- das Komitee für Parlamentsangelegenheiten (国会対策委員会 Kokkai taisaku iinkai), das Termine und Entscheidungen mit den Fraktionen anderer Parteien im Parlament koordiniert; Vorsitzender ist seit 2024 Tetsushi Sakamoto (ex-Moriyama-Faktion).

Nicht immer besetzt ist die Position des Vizeparteivorvorsitzenden (副総裁 fuku-sōsai).

### Faktionalismus
Die Partei ist in mehrere innerparteiliche Faktionen (派閥, habatsu) gespalten, zwischen denen nicht selten starke Konflikte bestehen. Dabei hat jedoch die Abgrenzung der Faktionen meist weniger mit programmatischen Inhalten zu tun als mit innerparteilicher Machtpolitik. Die politische Linie der Partei wird unter den Anführern der Faktionen ausgehandelt. Auch wichtige Partei- und Regierungsämter (einschließlich das des Premierministers) werden meist so vergeben, oft nach einem Rotationsprinzip unter den Faktionen, um den Zusammenhalt der Partei zu garantieren. Als das Unterhaus noch mit dem Verfahren der nicht übertragbaren Einzelstimmgebung in Mehrpersonenwahlkreisen gewählt wurde, traten häufig LDP-Kandidaten verschiedener Faktionen gegeneinander an. Nach der Wahlrechtsreform von 1994 werden nur noch die Direktmandate des Oberhauses in solchen Mehrpersonenwahlkreisen vergeben.
Die Faktionen sind absteigend nach Anzahl der im Parlament vertretenen Mitglieder folgend gelistet (Stand 18. Januar 2024, als Kishida in der Folge des Party-Kickback-Skandals um die Abe-Faktion die Faktionsauflösung ankündigte):
| Offizieller Name                                                                | Offizieller Name                                                                | Gebräuchlicher Name (meist Vorsitzender) (Apr. 2024)                            | Abgeordnete (18. Jan. 2024) | Wichtige Parteiämter (Jan. 2024)                | Minister (Jan. 2024) |
| ------------------------------------------------------------------------------- | ------------------------------------------------------------------------------- | ------------------------------------------------------------------------------- | --------------------------- | ----------------------------------------------- | -------------------- |
| Seiwa Seisaku Kenkyūkai                                                         | 清和政策研究会                                                                  | Abe-Faktion                                                                     | 98                          |                                                 | 0                    |
| Shikōkai                                                                        | 志公会                                                                          | Asō-Faktion                                                                     | 56                          | Vizevorsitz                                     | 5                    |
| Heisei Kenkyūkai                                                                | 平成研究会                                                                      | Motegi-Faktion                                                                  | 53                          | Generalsekretär, Wahlstrategiekommission        | 3                    |
| Kōchikai                                                                        | 宏池会                                                                          | Kishida-Fakton                                                                  | 46                          | Parteivorsitzender (=Premierminister)           | 4 (inkl. Premier)    |
| Shisuikai                                                                       | 志帥会                                                                          | Nikai-Faktion                                                                   | 38                          |                                                 | 2                    |
| Kinmirai Seiji Kenkyūkai                                                        | 近未来政治研究会                                                                | Moriyama-Faktion                                                                | 8                           | Exekutivratsvorsitz                             | 1                    |
| ohne Faktion oder in nicht voll eigenständigen Gruppen (z. B. Tanigaki, Ishiba) | ohne Faktion oder in nicht voll eigenständigen Gruppen (z. B. Tanigaki, Ishiba) | ohne Faktion oder in nicht voll eigenständigen Gruppen (z. B. Tanigaki, Ishiba) | 79                          | Politikforschungsrat, Parlamentsangelegenheiten | 4 (inkl. 1 Tanigaki) |

Die offiziellen Namen der Faktionen setzen sich oft aus Regierungsdevisen (Heisei) oder anderen interpretierbaren Bezeichnungen (Kinmirai Seiji, dt. „Politik der nahen Zukunft“) und Forschungsrat (研究会, kenkyūkai) zusammen. Diese Bedeutungsarmut reflektiert die Tatsache, dass die Faktionen abgesehen von Verbindungen zu bestimmten Interessengruppen kaum programmatisch fassbare politische Ziele verfolgen. Deshalb werden sie in der medialen Berichterstattung auch meist mit ihrem gegenwärtigen, manchmal auch nach ehemaligen Vorsitzenden bezeichnet. So wurde beispielsweise die Faktion von Shizuka Kamei, das Shisuikai, bis zu dessen Parteiaustritt als Kamei-Faktion (亀井派, Kamei-ha) bezeichnet. Danach hieß sie „ehemalige Kamei-Faktion“ (旧亀井派, Kyū-Kamei-ha), bis sich ein neuer Faktionsführer durchgesetzt hatte. Nach Spaltungen oder Neugründungen werden Faktionen manchmal zunächst als Gruppe bezeichnet (z. B. Nikai-Gruppe für Atarashii Nami; japanisch 二階グループ, Nikai-Gurūpu), ehe erkennbar wird, dass sich die Neubildung im Faktionssystem der LDP etabliert.

#### Geschichte der Faktionen
Die Faktionen der LDP begannen sich unmittelbar nach der Gründung der Partei 1955 zu formieren. Bis 1957 hatten sich acht Führungspolitiker herauskristallisiert, die um die Führung der Partei konkurrierten. Dieses Acht-Faktionen-System hatte bis Ende der 1960er Jahre Bestand. Danach formierten sich die Faktionen Anfang der 1970er Jahre neu, und es entstanden fünf größere Faktionen. In dieser Zeit entwickelten sich auch formellere Strukturen: Die Faktionen hatten feste Büros und klar zugewiesene Führungspositionen, die mit den drei wichtigsten Führungspositionen der Partei (tō-san’yaku) korrespondierten. Auch die innerparteilichen Entscheidungsprozesse, also die Verhandlungen unter den Faktionen, wurden in dieser Zeit formalisiert. Für die Besetzung von Parteiposten wurde ein Senioritätssystem eingeführt, das sich an der Anzahl der errungenen Wiederwahlen eines Abgeordneten orientierte. Man benötigte:
- zwei Wiederwahlen für einen Ausschussposten im Shūgiin oder den stellvertretenden Vorsitz in einem PARC-Ausschuss
- drei Wiederwahlen für einen Staatssekretärsposten („Vizeminister“)
- vier Wiederwahlen für den Vorsitz in einem PARC-Ausschuss
- fünf Wiederwahlen für den Vorsitz in einem Shūgiin-Ausschuss
- und sechs oder mehr Wiederwahlen, um Minister zu werden.

Dieses Senioritätssystem wurde bis zum Machtverlust 1993 konsequent angewendet, auch wenn vorzeitige Beförderungen (抜擢人事, batteki jinji) besonders in den frühen Jahren immer wieder vorkamen. Die Anzahl von Kabinettsposten verhielt sich weitgehend proportional zur zahlenmäßigen Stärke der Faktionen, und die drei Führungspositionen der Partei wurden nahezu immer auf drei Faktionen verteilt. Eine wichtige Rolle bei der Besetzung von Partei- und Regierungsposten spielten auch die Branchenabgeordneten (zoku-giin), die sich auf bestimmte Politikfelder spezialisieren und enge Beziehungen zur Ministerialbürokratie unterhalten.
Seit dem Amtsantritt von Parteipräsident Ikeda Hayato versprach jeder Parteivorsitzende, die Macht der Faktionen zu brechen; tatsächlich wurden die Geschäfte jedoch immer wie gehabt weitergeführt. Auch Premierminister Junichirō Koizumi hatte vielfach angekündigt, das Habatsu-System zurückzudrängen. Einige Maßnahmen zeigten Erfolg: In der vorgezogenen Wahl 2005 stellte Koizumi teilweise faktionsunabhängige Kandidaten gegen die Postprivatisierungsgegner auf, die die Partei verlassen hatten. Allerdings blieb auch dadurch die Anziehungskraft der bestehenden Faktionen im Wesentlichen unbeeinträchtigt. 2007, ein Jahr nach dem Ende der Ära Koizumi waren nur 57 der 305 LDP-Unterhausabgeordneten und 19 der 83 Oberhausabgeordneten ohne Zugehörigkeit zu einer Faktion.
Für die Wahl des LDP-Parteivorsitzenden (und damit meist: des Premierministers) spielen die Faktionen seit den Reformen der 1990er Jahre heute nicht mehr die bestimmende Rolle früherer Jahrzehnte, was schon dadurch illustriert wird, dass seit Koizumi nur zwei Faktionsvorsitzende (Tarō Asō 2008 und Fumio Kishida 2021) zum Parteivorsitzenden gewählt worden ist. Die LDP-Kandidatennominierung bei Unterhauswahlen verläuft im Einmandatswahlkreissystem zwangsläufig zentralisiert (mit nur vereinzelten Ausnahmen wie 2014 im 1. Wahlkreis der Präfektur Fukuoka) und auch die finanzielle Wahlkampfunterstützung wurde durch die Reform der Parteienfinanzierung stärker in der Parteizentrale gebündelt. Und so hat die Abhängigkeit der Faktionsmitglieder abgenommen und damit auch der Druck, sich in parteiinternen Machtkämpfen loyal zu verhalten. Die Vergabe von Posten etwa im Kabinett, in Parlamentsausschüssen oder im politischen Forschungsrat der Partei hängt aber nach wie vor stark von der Faktionsmitgliedschaft ab. Insgesamt hat die Institutionalisierung der Faktionen, wie sie sich besonders ab den 1960er Jahren in der Zeit der „fünf großen“ Faktionen entwickelt hat, seit den 1990ern wieder abgenommen. Gleichzeitig deutet sich eine stärkere sachpolitische Geschlossenheit der Faktionen an: In einigen politischen Richtungsdebatten bildet die Faktionalisierung nun stärker politisch-inhaltliche Differenzen in der Partei ab.
Im Zuge des 2023 öffentlich gewordenen Skandals um nicht deklarierte schwarze Kassen vor allem der Abe-Faktion, der auch zur Entfernung der meisten Abe-Faktionsmitglieder aus Kabinett und Parteivorstand führte, versprach der Parteivorsitzende Kishida einmal mehr grundlegende innerparteiliche Reformen; drei der fünf großen Faktionen (Kishida, Abe, Nikai) kündigten im Januar 2024 ihre Auflösung an.

## Fraktionen im nationalen Parlament
Die LDP-Parlamentsfraktionen im nationalen Parlament sind (Stand: September 2021) im Abgeordnetenhaus Jiyūminshutō – Mushozoku no Kai (自由民主党・無所属の会, „Liberaldemokratische Partei – Versammlung der Unabhängigen“) und im Rätehaus Jiyūminshutō – Kokumin no Koe (自由民主党・国民の声, „Liberaldemokratische Partei – Stimme des Volkes“). Ihnen gehören auch einige parteilose Abgeordnete an. Die Präsidenten der beiden Kammern sind fraktionslos.

## Wahlergebnisse

### National
Wahlsiege als stärkste Partei unterstrichen, absolute Mehrheiten fett.
| Jahr                    | Unterhauswahlergebnisse | Unterhauswahlergebnisse | Unterhauswahlergebnisse | Unterhauswahlergebnisse | Unterhauswahlergebnisse | Unterhauswahlergebnisse | Oberhauswahlergebnisse | Oberhauswahlergebnisse | Oberhauswahlergebnisse | Oberhauswahlergebnisse                         | Oberhauswahlergebnisse                         | Oberhauswahlergebnisse | Oberhauszusammensetzung |
| Jahr                    | Kandidaten              | Direktwahl              | Direktwahl              | Verhältniswahl          | Verhältniswahl          | Mandate gesamt          | Kandidaten             | Präfekturwahlkreise    | Präfekturwahlkreise    | Nationaler Wahlkreis (ab 1983: Verhältniswahl) | Nationaler Wahlkreis (ab 1983: Verhältniswahl) | Mandate gesamt         | Oberhauszusammensetzung |
| Jahr                    | Kandidaten              | Stimmenanteil           | Mandate                 | Stimmenanteil           | Mandate                 | Mandate gesamt          | Kandidaten             | Stimmenanteil          | Mandate                | Stimmenanteil                                  | Mandate                                        | Mandate gesamt         | Oberhauszusammensetzung |
| ----------------------- | ----------------------- | ----------------------- | ----------------------- | ----------------------- | ----------------------- | ----------------------- | ---------------------- | ---------------------- | ---------------------- | ---------------------------------------------- | ---------------------------------------------- | ---------------------- | ----------------------- |
| Bei Parteigründung      | Bei Parteigründung      | Bei Parteigründung      | Bei Parteigründung      | Bei Parteigründung      | Bei Parteigründung      | 299/467                 |                        |                        |                        |                                                |                                                |                        | 118/250                 |
| 1956                    |                         |                         |                         |                         |                         |                         | 118                    | 56,0 %                 | 42/75                  | 36,5 %                                         | 19/52                                          | 61/127                 | 122/250                 |
| 1958                    | 413                     | 57,8 %                  | 287/467                 | –                       | –                       | 287/467                 |                        |                        |                        |                                                |                                                |                        |                         |
| 1959                    |                         |                         |                         |                         |                         |                         | 101                    | 52,0 %                 | 49/75                  | 41,2 %                                         | 22/52                                          | 71/127                 | 132/250                 |
| 1960                    | 399                     | 57,6 %                  | 296/467                 | –                       | –                       | 296/467                 |                        |                        |                        |                                                |                                                |                        |                         |
| 1962                    |                         |                         |                         |                         |                         |                         | 100                    | 47,1 %                 | 48/75                  | 46,4 %                                         | 21/52                                          | 69/127                 | 142/250                 |
| 1963                    | 359                     | 54,7 %                  | 283/467                 | –                       | –                       | 283/467                 |                        |                        |                        |                                                |                                                |                        |                         |
| 1965                    |                         |                         |                         |                         |                         |                         | 95                     | 44,2 %                 | 46/75                  | 47,2 %                                         | 25/50                                          | 71/125                 | 140/250                 |
| 1967                    | 342                     | 48,8 %                  | 277/467                 | –                       | –                       | 277/467                 |                        |                        |                        |                                                |                                                |                        |                         |
| 1968                    |                         |                         |                         |                         |                         |                         | 93                     | 44,9 %                 | 46/75                  | 46,7 %                                         | 25/52                                          | 71/127                 | 137/250                 |
| 1969                    | 328                     | 47,6 %                  | 288/486                 | –                       | –                       | 288/486                 |                        |                        |                        |                                                |                                                |                        |                         |
| 1971                    |                         |                         |                         |                         |                         |                         | 94                     | 44,0 %                 | 41/75                  | 44,5 %                                         | 21/50                                          | 62/125                 | 131/249                 |
| 1972                    | 339                     | 46,9 %                  | 271/491                 | –                       | –                       | 271/491                 |                        |                        |                        |                                                |                                                |                        |                         |
| 1974                    |                         |                         |                         |                         |                         |                         | 95                     | 39,5 %                 | 43/76                  | 44,3 %                                         | 19/54                                          | 62/130                 | 126/250                 |
| 1976                    | 320                     | 41,8 %                  | 249/511                 | –                       | –                       | 249/511                 |                        |                        |                        |                                                |                                                |                        |                         |
| 1977                    |                         |                         |                         |                         |                         |                         | 77                     | 39,5 %                 | 45/76                  | 35,8 %                                         | 18/50                                          | 63/126                 | 124/249                 |
| 1979                    | 322                     | 44,6 %                  | 248/511                 | –                       | –                       | 248/511                 |                        |                        |                        |                                                |                                                |                        |                         |
| 1980 Shū-San-Doppelwahl | 310                     | 47,9 %                  | 284/511                 | –                       | –                       | 284/511                 | 77                     | 43,3 %                 | 48/76                  | 42,5 %                                         | 21/50                                          | 69/126                 | 135/250                 |
| 1983                    |                         |                         |                         |                         |                         |                         | 90                     | 43,2 %                 | 49/76                  | 35,3 %                                         | 19/50                                          | 68/126                 | 137/252                 |
| 1983                    | 339                     | 45,8 %                  | 250/511                 | –                       | –                       | 250/511                 |                        |                        |                        |                                                |                                                |                        |                         |
| 1986 Shū-San-Doppelwahl | 322                     | 49,4 %                  | 300/512                 | –                       | –                       | 300/512                 | 83                     | 45,1 %                 | 50/76                  | 38,6 %                                         | 22/50                                          | 72/126                 | 143/252                 |
| 1989                    |                         |                         |                         |                         |                         |                         | 78                     | 30,7 %                 | 21/76                  | 27,3 %                                         | 15/50                                          | 36/126                 | 109/252                 |
| 1990                    | 338                     | 46,1 %                  | 275/512                 | –                       | –                       | 275/512                 |                        |                        |                        |                                                |                                                |                        |                         |
| 1992                    |                         |                         |                         |                         |                         |                         | 82                     | 45,2 %                 | 49/76                  | 33,3 %                                         | 19/50                                          | 68/126                 | 107/252                 |
| 1993                    | 285                     | 36,6 %                  | 223/511                 | –                       | –                       | 223/511                 |                        |                        |                        |                                                |                                                |                        |                         |
| 1995                    |                         |                         |                         |                         |                         |                         | 66                     | 25,4 %                 | 31/76                  | 27,3 %                                         | 15/50                                          | 46/126                 | 111/252                 |
| 1996                    | 355                     | 38,6 %                  | 169/300                 | 32,8 %                  | 70/200                  | 239/500                 |                        |                        |                        |                                                |                                                |                        |                         |
| 1998                    |                         |                         |                         |                         |                         |                         | 87                     | 30,5 %                 | 30/76                  | 25,2 %                                         | 14/50                                          | 44/126                 | 103/252                 |
| 2000                    | 337                     | 41,0 %                  | 177/300                 | 28,3 %                  | 56/180                  | 233/480                 |                        |                        |                        |                                                |                                                |                        |                         |
| 2001                    |                         |                         |                         |                         |                         |                         | 76                     | 41,0 %                 | 44/73                  | 38,6 %                                         | 20/48                                          | 64/121                 | 111/247                 |
| 2003                    | 336                     | 43,9 %                  | 168/300                 | 35,0 %                  | 69/180                  | 237/480                 |                        |                        |                        |                                                |                                                |                        |                         |
| 2004                    |                         |                         |                         |                         |                         |                         | 83                     | 35,1 %                 | 34/73                  | 30,0 %                                         | 15/48                                          | 49/121                 | 115/242                 |
| 2005                    | 346                     | 47,8 %                  | 219/300                 | 38,2 %                  | 77/180                  | 296/480                 |                        |                        |                        |                                                |                                                |                        |                         |
| 2007                    |                         |                         |                         |                         |                         |                         | 84                     | 31,6 %                 | 23/73                  | 28,1 %                                         | 14/48                                          | 37/121                 | 83/242                  |
| 2009                    | 326                     | 38,6 %                  | 64/300                  | 26,7 %                  | 55/180                  | 119/480                 |                        |                        |                        |                                                |                                                |                        |                         |
| 2010                    |                         |                         |                         |                         |                         |                         | 84                     | 33,4 %                 | 39/73                  | 24,1 %                                         | 12/48                                          | 51/121                 | 84/242                  |
| 2012                    | 337                     | 43,0 %                  | 237/300                 | 27,6 %                  | 57/180                  | 294/480                 |                        |                        |                        |                                                |                                                |                        |                         |
| 2013                    |                         |                         |                         |                         |                         |                         | 78                     | 42,7 %                 | 47/73                  | 34,7 %                                         | 18/48                                          | 65/121                 | 115/242                 |
| 2014                    | 352                     | 48,1 %                  | 222/295                 | 33,1 %                  | 68/180                  | 290/475                 |                        |                        |                        |                                                |                                                |                        |                         |
| 2016                    |                         |                         |                         |                         |                         |                         | 73                     | 39,9 %                 | 37/73                  | 35,9 %                                         | 19/48                                          | 56/121                 | 121/242                 |
| 2017                    | 332                     | 47,8 %                  | 215/289                 | 33,3 %                  | 66/176                  | 281/465                 |                        |                        |                        |                                                |                                                |                        |                         |
| 2019                    |                         |                         |                         |                         |                         |                         | 82                     | 39,8 %                 | 38/74                  | 35,4 %                                         | 19/50                                          | 57/124                 | 113/245                 |
| 2021                    | 336                     | 48,1 %                  | 187/289                 | 34,7 %                  | 72/176                  | 259/465                 |                        |                        |                        |                                                |                                                |                        |                         |
| 2022                    |                         |                         |                         |                         |                         |                         | 82                     | 38,8 %                 | 45/75                  | 34,4 %                                         | 18/50                                          | 63/125                 | 119/248                 |
| 2024                    | 342                     | 38,5 %                  | 132/289                 | 26,7 %                  | 59/176                  | 191/465                 |                        |                        |                        |                                                |                                                |                        |                         |

### Präfekturebene
In den meisten Präfekturparlamenten ist die LDP stärkste Partei, Ausnahme ist das Parlament von Osaka, in einigen weiteren Parlamenten stellen parteilose Abgeordnete Mehrheiten. Nach Fraktionen statt Parteizugehörigkeit betrachtet, stellt die LDP unter anderem in den Parlamenten von Iwate und Mie nicht die stärkste Fraktion.
Die meisten Gouverneure werden mit expliziter oder impliziter Unterstützung der LDP gewählt, und eine Mehrheit regiert mit Unterstützung aller nationalen Parteien außer (vereinzelt auch inklusive) der KPJ – Gebietskörperschaften, in denen das der Fall ist, werden oft mit dem Schlagwart all yotō (オール与党) beschrieben, also etwa „sämtlich Regierungsparteien“, auch wenn es in Präsidialsystemen wie auf Präfektur- und Kommunalebene im engeren Sinne keine Regierungs- und Oppositionsparteien gibt.

### Kommunalebene
Landesweit stellte die LDP zum Jahresende 2017 weniger als 7 % aller Abgeordneten in Gemeindeparlamenten (siehe Gemeinde (Japan)#Politische Parteien in der Kommunalpolitik). Die Kommunalpolitik ist jenseits der großen Städte in der Regel wenig parteipolitisch organisiert. Auch wenn einige der anderen Parteien überdurchschnittliche Unterstützung in städtischen Gebieten erhalten, ist die LDP aber in mehreren Stadträten der 20 seirei shitei toshi, der „regierungsdesignierten Großstädte“, stärkste Partei; auch in den 23 Parlamenten der Sonderbezirke Tokios ist sie insgesamt stärkste Kraft.
Wie auf Präfekturebene regieren viele Bürgermeister mit expliziter oder impliziter Unterstützung der LDP.